# Itombe-formatie
De Itombe-formatie is een geologische formatie in Angola die mariene afzettingen uit het Laat-Krijt omvat. In deze formatie zijn met name fossielen van ammonieten en mosasauriërs gevonden.

## Locatie en ouderdom
De Itombe-formatie ligt in de westelijke provincie Bengo van Angola bij Iembe. De afzettingen dateren uit het Laat-Turonien, ongeveer negentig miljoen jaar geleden. De formatie is bestudeerd in het kader van het "Projecto PaleoAngola", een serie van wetenschappelijke onderzoeken in de kuststreken van Angola sinds 2005. Onder meer de Nederlander Anne Schulp van het Naturalis is bij dit project betrokken.

## Fauna

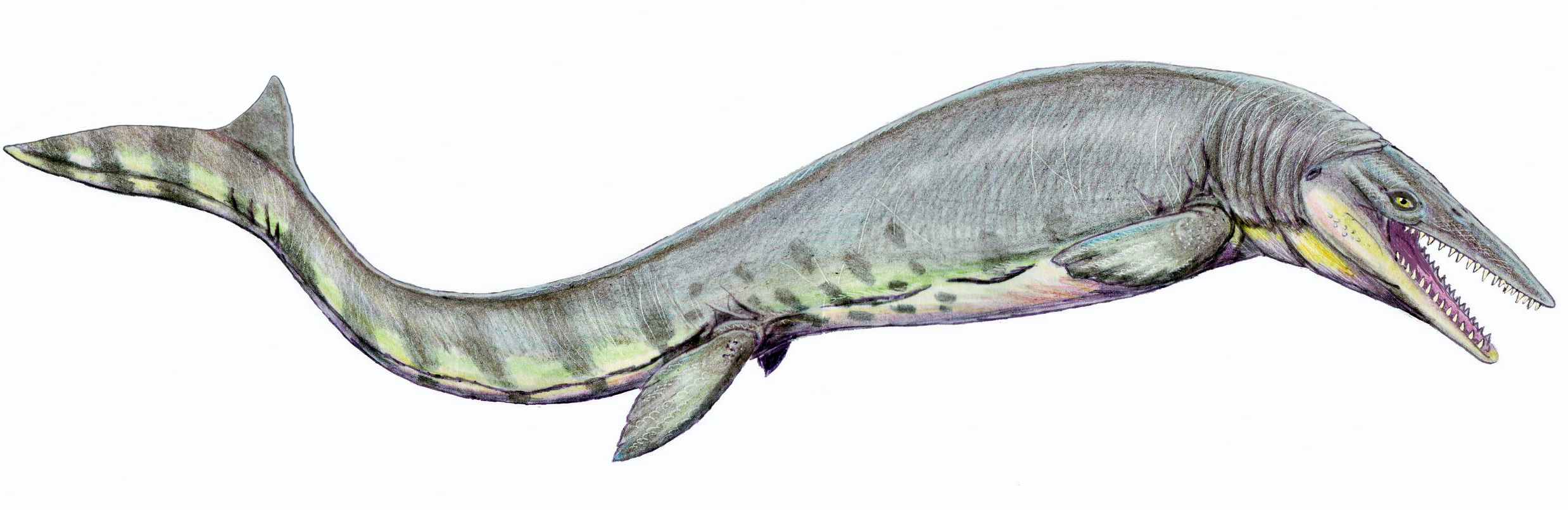
Tylosaurus

Angola heeft met de Itombe-formatie en de zuidelijker gelegen Mocuio-formatie het beste fossielenbestand van het Zuidelijk Halfrond wat betreft mariene reptielen uit het Laat-Krijt. Daarnaast omvat het Angolese fossielenbestand uit het Krijt een groot aantal kraakbeenvissen, beenvissen en ongewervelde zeedieren, met name ammonieten. In de afzettingen van de twee formaties zijn honderden specimens gevonden, waaronder complete skeletten en schedels. Deze mariene paleofauna leefde in de vroege zuidelijke Atlantische Oceaan, die in het midden van het Krijt ontstond door de splitsing van westelijk Gondwana door het uiteendrijven van Zuid-Amerika en Afrika.  
Twee soorten mosasauriërs zijn bekend uit de Itombe-formatie, Angolasaurus bocagei en Tylosaurus iembeensis. Een derde zeereptiel is de zeeschildpad Angolachelys mbaxi. Verder is fossiel materiaal van de sauropode dinosauriër Angolatitan adamastor gevonden in de Itombe-formatie.